# يوي أساكا
يوي أساكا (باليابانية: 浅香唯؛ بالكانا: あさか ゆい) هي مغنية وممثلة يابانية، ولدت في 4 ديسمبر 1969 في ميازاكي في اليابان.

## وصلات خارجية
- الموقع الرسمي
- يوي أساكا على موقع IMDb (الإنجليزية)
- يوي أساكا على موقع ميوزك برينز (الإنجليزية)
- يوي أساكا على موقع أول موفي (الإنجليزية)
- يوي أساكا على موقع أول ميوزيك (الإنجليزية)
- يوي أساكا على موقع ديسكوغز (الإنجليزية)
- يوي أساكا على موقع قاعدة بيانات الفيلم (الإنجليزية)
- يوي أساكا على موقع ANN person (الإنجليزية)